# Juliana Buhring
(Juliana Buhring, Il Tempo)
Juliana Buhring (Atene, 2 giugno 1981) è una ciclista e scrittrice britannica naturalizzata tedesca che nel dicembre 2012 ha stabilito il primo Guinness World Record come donna più veloce a circumnavigare il globo in bici, con un tempo totale di 152 giorni (144 giorni in sella effettivi).
Juliana ha percorso 29.000 km in sella alla sua bici in solitaria, senza nessun veicolo che la supportava su strada. È stata la sola donna a partecipare alla prima edizione della Transcontinental Race da Londra a Istanbul nel 2013, classificandosi al 9º posto. Nel 2014 ha vinto la prima edizione della Trans Am Bike Race, categorie donne, piazzandosi al 4º posto nella classifica generale. Ha concluso la gara di 7137 km in soli 20 giorni e 23 ore, pedalando gli ultimi 800 km senza sosta in 38 ore di fila. Nonostante sia salita in bici per la prima volta nel 2011 all'età di 30 anni, oggi viene considerata la ciclista endurance più forte al mondo.
Juliana Buhring è nata e cresciuta nella setta cristiana chiamata I Bambini di Dio e nel 2006 ha scritto, insieme alle due sorelle, il libro Not Without My sister, best seller internazionale tradotto in 11 lingue, che racconta la sua storia all'interno del gruppo.

## Biografia

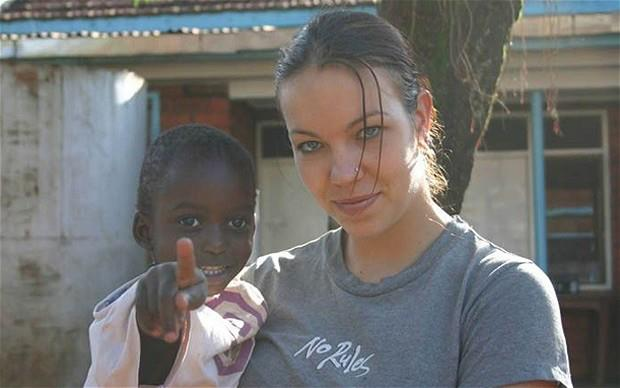
Juliana in Uganda dopo aver abbandonato la setta

Juliana Buhring nasce il 2 giugno 1981 in Grecia da Christopher Jones (gallese) e Serena Buhring (tedesca), entrambi membri della setta I Bambini di Dio. Dopo tre anni dalla sua nascita la madre Serena è costretta dal leader ad abbandonare Jones e trasferirsi in un altro paese. Juliana viene abbandonata dalla madre all'età di tre anni. Da allora diventa proprietà del gruppo, costretta a viaggiare continuamente tra diversi paesi dell'Asia e dell'Africa. Il padre Christopher, membro attivo nella setta, la lascia spesso in affidamento ad altri membri della setta, in linea con una delle credenze fondamentali del culto, cioè la condivisione dei beni e delle persone. 
La famiglia tradizionale era stata sostituita da un concetto di famiglia allargata, secondo la quale tutti erano figli di tutti. Tale principio non preservava, tuttavia, i bambini da abusi sia fisici che mentali da parte degli altri membri del gruppo. Juliana trascorre 23 lunghi anni all'interno di questa setta, vivendo in quasi 30 diversi paesi al mondo, subendo l'indottrinamento, l'addestramento e gli abusi perpetrati all'interno delle comuni. Nel 2004, successivamente alla morte della sorella Davida, Juliana decide di fuggire. Completamente estranea alle dinamiche della nostra società, si costruisce una vita parallela mentre la comune era a Kampala, in Uganda. Aiutata da alcune amicizie strette durante le piccole fughe, riesce a trovare un lavoro e una casa, decidendo finalmente di abbandonare definitivamente la setta. 
Nel 2006 si ricongiunge con le due sorelle Celeste e Kristina, e insieme decidono di scrivere un libro-denuncia. Not Without My Sister diventa in poche settimane un best seller in Inghilterra. I riflettori accesi da Juliana e dalle due sorelle sul gruppo riescono a fermare l'ingresso di nuovi adepti nella setta e, soprattutto, mettono fine alle sovvenzioni esterne, facendo collassare il loro sistema e portando il leader, Karen Zerby, a dichiarare ufficialmente sciolto il gruppo nel 2010. Juliana vince la battaglia più importante della sua vita, rendendo liberi i fratelli e le sorelle di andare a scuola e integrarsi nella società. Il tema dell'integrazione coinvolge molto la Buhring che non ha avuto una vita facile una volta fuori dal gruppo. Fonda insieme alle sorelle la Rise International, poi fusa con la Safe Passage Foundation che cura i diritti dei minori nati e cresciuti in sette religiose o contesti estremisti e isolati. Nel 2009 lascia l'Inghilterra per trasferirsi a Napoli dove trova l'amore e una vita normale. 

### La bicicletta e il giro del mondo

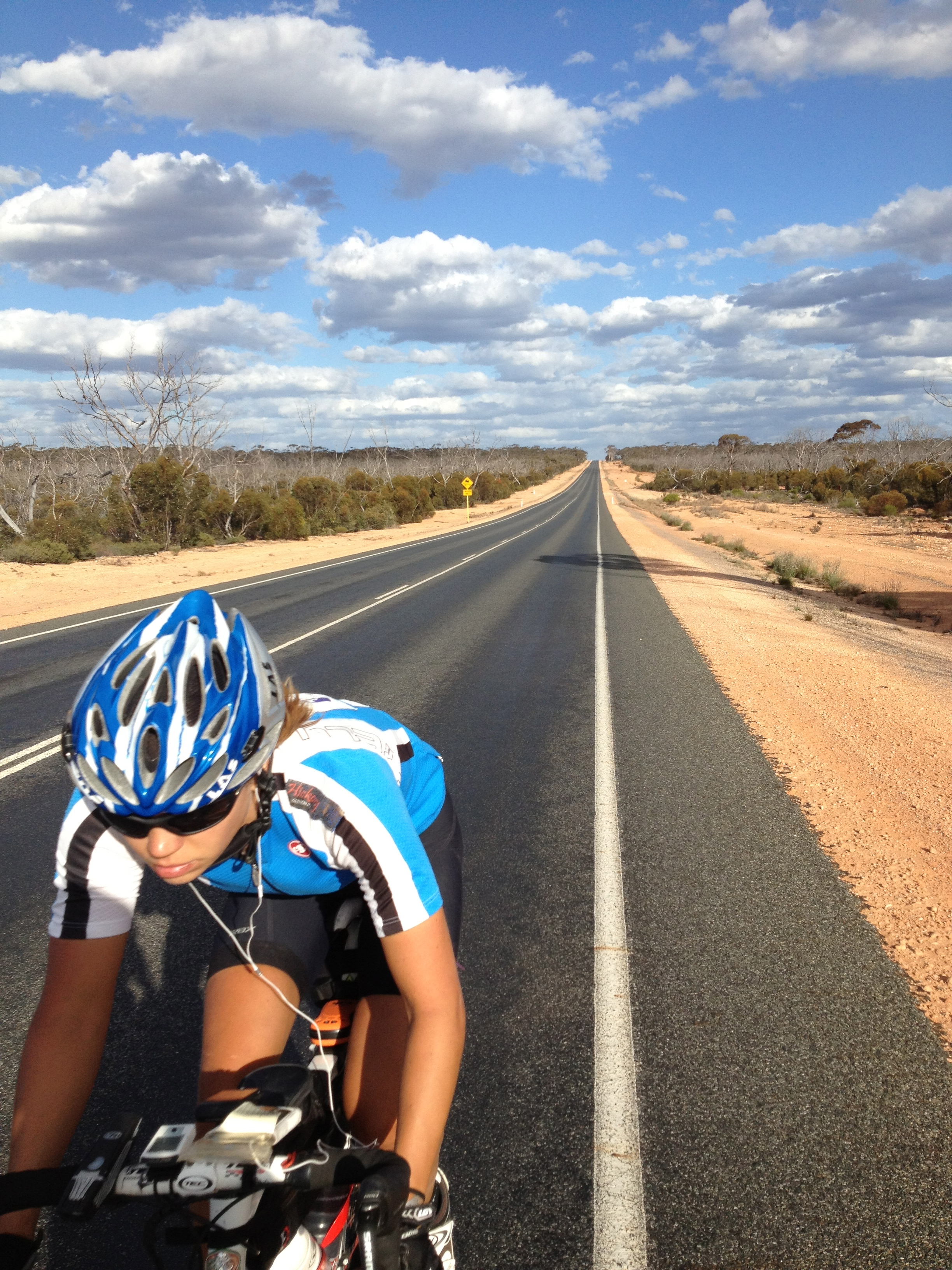
Juliana in Australia durante il Giro del Mondo in Bici

Nell'agosto del 2011 Juliana decide di intraprendere un'altra battaglia. Cerca un modo per raccogliere fondi la Safe Passage Foundation e, allo stesso tempo, vuole dimostrare al mondo che "Possiamo fare cose più grandi di noi stessi". Sceglie un mezzo che non aveva mai utilizzato prima di allora, la bicicletta. Dopo pochi mesi di allenamento, il 23 luglio 2012 parte da Napoli per intraprendere il primo giro del mondo di una donna in bici in solitaria. Il viaggio di Juliana sembra impossibile, tanto da non riuscire a trovare un singolo sponsor disposto a investire su di lei. Senza alcuna nozione di bici da corsa (Juliana sale per la prima volta su una bici da corsa, la sua Pegasus, solo 10 giorni prima di partire per l'impresa), senza soldi, senza un veicolo di supporto su strada, senza un medico ma con una stoica determinazione, decide di partire lo stesso.
I suoi fondi si esauriscono mentre si trovava in Nuova Zelanda, così lancia un video su Facebook sperando nel miracolo. I numerosi followers di Juliana non l'abbandonano e iniziano una catena di donazione che la porteranno fino alla fine del giro. Dopo 152 giorni totali, di cui 144 in sella, Juliana rientra a Napoli con una folla a sostenerla fino alla linea d'arrivo a Piazza del Plebiscito. Ha attraversato 19 paesi e 4 continenti, percorrendo 29.000 km e diventando la prima donna a circumnavigare il globo in bicicletta, entrando così nel Guinness dei primati.

### Transcontinental Race
Concluso il giro del mondo, Juliana prova a sfidare se stessa e gli altri nella prima edizione della Transcontinental Race nel 2013. Una gara durissima che parte da Londra e finisce a Istanbul, attraversando le Alpi, 3200 km in solitaria. La filosofia della gara impone a ogni partecipante di provvedere a se stesso, e perciò è vietata ogni forma di supporto esterno su strada. Juliana è l'unica donna in gara su 31 ciclisti. Finisce la corsa in 12 giorni, piazzandosi 9ª nella classifica generale e, ovviamente, 1ª nella categoria delle donne.

### Trans Am Bike Race

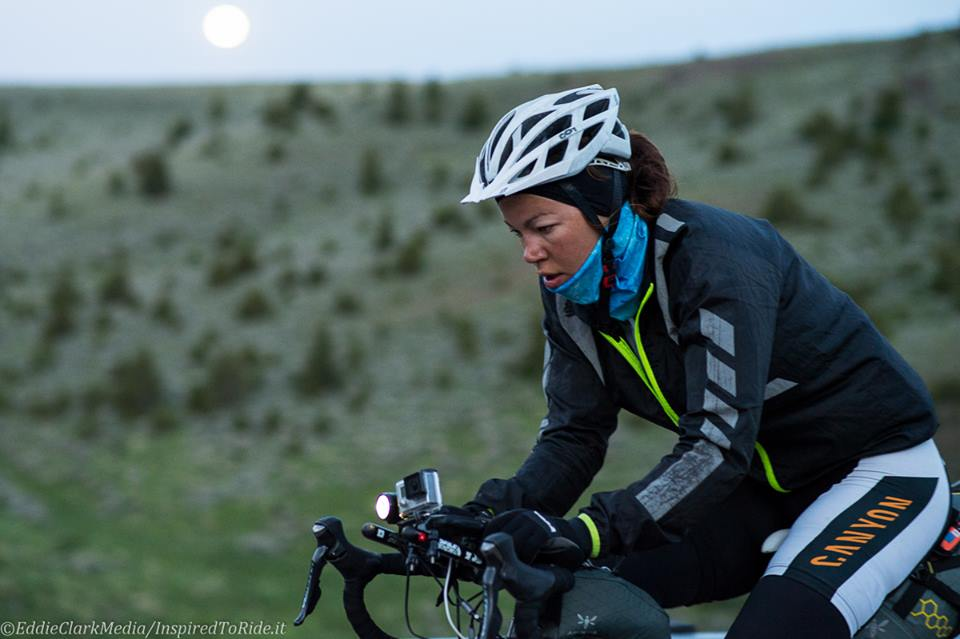
Juliana durante la Trans Am Bike Race

Nel giugno 2014 si inscrive a quella che, con tutta probabilità, è la gara più dura del mondo, il doppio del Tour de France e della RAAM. La Trans Am Bike Race è lunga 7000 km con 66.000 metri di dislivello, parte da Astoria in Oregon e finisce a Yorktown in Virginia. Come nella Transcontinental Race, i ciclisti non possono avere nessun veicolo di supporto sulla strada, devono viaggiare da soli con i bagagli e in autosufficienza. Sulla linea di partenza si presentano 45 ciclisti, di cui 5 donne. A rendere epica la gara è la presenza di alcuni dei miglior ciclisti endurance al mondo, tra cui Mike Hall, vincitore del Tour Divide e detentore del record come uomo più veloce al mondo a circumnavigare il globo.
Juliana non delude e conclude la gara in 20 giorni, classificandosi prima tra le donne con un distacco di circa 4000 km sulla seconda, e ottenendo un inaspettato 4º posto nella classifica generale. Ma l'evento più impressionante della sua gara è stato pedalare per 38 ore di fila senza dormire per 800 km nel suo sprint finale, con una performance che ha attirato l'attenzione di molte testate nazionali e internazionali, tanto da essere definita dal Women's Cycling Magazine la ciclista endurance più forte al mondo.